# كأس الجبل الأسود 2012–13
كأس الجبل الأسود 2012–13 هو الموسم 7 من كأس الجبل الأسود. أقيم خلال الفترة 19 سبتمبر 2012 وحتى 22 مايو 2013، وأشرف على تنظيمه اتحاد الجبل الأسود لكرة القدم، وكان عدد الأندية المشاركة فيه 30، وفاز فيه بودوتشنوست بودغوريتسا.